# Noli me tangere (Correggio)
Noli me tangere es un cuadro del pintor renacentista italiano Correggio, realizado en torno a 1525 y conservado en el Museo del Prado de Madrid. Pintada en su etapa de madurez, es una de sus obras más conocidas, y la que ocupa un lugar especial en su carrera artística, puesto que, al parecer, fue la primera obra que realizó para un cliente de otra ciudad distinta a Correggio y Parma, algo poco habitual en él.

## Descripción y análisis
La obra representa el momento en que el Cristo, después de resucitar, se aparece ante María Magdalena y le dice: «No me toques, que todavía no he subido al Padre» (San Marcos, 16, 9, y San Juan, 20, 14-18). 
La composición es aparentemente sencilla, pero está dotada de un equilibrio y dramatismo extraordinario. El artista ha contrarrestado la figura de Cristo, sereno y tranquilo, con la de la Magdalena, que muestra una actitud efusiva por el encuentro. Como en otras versiones anteriores del tema y sin que lo exigiese el relato bíblico, la Magdalena está arrodillada, como si acabase de postrarse en el suelo, pues aún puede percibirse el movimiento en sus cabellos y vestimenta. Asimismo, Correggio introduce algunas peculiaridades iconográficas, como el cambio del tradicional manto blanco o rosa de Cristo por otro de color azul, quizá en alusión al cielo o la ausencia de los estigmas de la Pasión. Por su parte, la Magdalena va ataviada con un vestido de color amarillo, característico de las meretrices, muy similar al de la Santa Cecilia de Rafael (Pinacoteza Nazionale, Bolonia), lo que sugiere que Correggio conocía su obra.
Las dos figuras se recortan ante un paisaje iluminado por la luz tenue del atardecer. El brazo derecho de Cristo, que contiene delicadamente a la Magdalena, y el izquierdo, apuntando hacia el cielo, crea una diagonal ascendente que se ve reforzada por el robusto árbol; bajo él, un sombrero de paja, una pala y un azadón, atributos de un hortelano, puesto que, de acuerdo con el relato bíblico, la Magdalena confundió a Cristo con un hortelano, aunque, en esta ocasión, así como en muchas otras, no se representa como tal. La apariencia de la Magdalena, por otro lado, se correspondería con el ideal femenino de la Venecia de la época, sobre todo, con los modelos difundidos por Palma el Viejo (rubia, con la cabellera suelta, de gran belleza...).

## Historia
La primera referencia documental al Noli me tangere se encuentra en una guía local, Graticola de Bologna de Pietro Lamo (1560), en la que se menciona que «en casa del conde Augustino Orcolano hay un bellísimo Cristo en el huerto con la Magdalena a sus pies, de mano de Correggio». De acuerdo con Vasari, en su segunda edición (1568) de las Vidas, la obra fue destinada al oratorio privado de la familia Hercolani en Bolonia, encargo de un miembro de la familia, probablemente Vincenzo. En 1598, la tabla era propiedad del cardenal Pietro Aldobrandini, pasando en 1621 a manos del cardenal Ludovico Ludovisi. En 1632, fue heredada por Niccolò Ludovisi, Príncipe de Piombino, quien la regaló al rey Felipe IV de España. De acuerdo con Velázquez, la obra fue traída a España por Ramiro Núñez de Guzmán, II duque de Medina de las Torres, y depositada en la sacristía del Real Monasterio de San Lorenzo de El Escorial, donde la menciona el padre Francisco de los Santos en 1657:

Luego una pintura de Antonio Correggio, Christo resucitado en el Huerto, muy hermoso.

La obra permaneció en El Escorial hasta el paréntesis de la Guerra de la Independencia, cuando se depositó en la Real Academia de Bellas Artes de San Fernando de Madrid, siendo devuelta al monasterio en 1813. En 1839, ingresó en el Prado.